# Баламутовская (пещера)
Баламутовская пещера — пещера на западе Украины, геологический памятник природы. Расположена на северо-восточной окраине села Баламутовка Черновицкой области.

## Описание пещеры
Вход в пещеру расположен в верхней части правого скалистого склона долины Днестра, и представляет собой просторный грот шириной 20 м, длиной около 15 м, высотой до 10 м. Дно грота завалено гипсовыми плитами. Сама пещера низкая и сравнительно узкая. Высота галереи около 1,5 м, ширина 1—2 м, площадь 10 га, длина более 200 м.
Во время археологических исследований в гроте были обнаружены настенные рисунки периода мезолита в (12—10 тыс. лет до н. э.), которые имеют большую археологическую и историческую ценность.